# Isola dei Pescatori
Die Isola dei Pescatori (deutsch: Fischerinsel), auch Isola Superiore (deutsch: Obere Insel) genannt, zählt zu den Borromäischen Inseln im Lago Maggiore. Gelegen im Gemeindegebiet von Stresa ist sie die einzige Insel im See, die seit Beginn des 14. Jahrhunderts bis heute dauerhaft bewohnt ist.

## Lage und Größe
Die längliche Insel erstreckt sich mit einer Länge von etwa 350 m von Nordwesten nach Südosten und ist an der breitesten Stelle etwa 100 m breit. Die 3,4 Hektar große Fläche ist im Südosten mit dem Fischerdorf bebaut. Den Nordwesten der Insel prägt eine alte Allee. Der Hafen befindet sich am Südufer der Insel. Dort haben die Fischer Anlegestellen für ihre Boote, die zum Teil durch eine hohe Steinmauer geschützt sind. Außerdem befinden sich dort die Anleger für Wassertaxis und Fahrgastschiffe. Isola dei Pescatori zählte 1971 noch 208 Einwohner, zum Stand der letzten Volkszählung (2001) jedoch nur noch 57.

## Wirtschaft und Tourismus
Die Einwohner leben vom Fischfang und Tourismus. In der Saison haben mehrere Restaurants und Souvenirstände geöffnet. Am Lido im Nordwesten kann auch gepicknickt, Boccia gespielt oder im Lago Maggiore gebadet werden.

## Sehenswürdigkeiten
Markantestes Bauwerk der Insel ist die Pfarrkirche, die dem heiligen Viktor (San Vittore) geweiht ist. Die mehrstöckigen Häuser weisen charakteristische lange Balkone auf, an deren Geländer traditionell der Fisch getrocknet wird. Die Hafeneinfahrt wird von einer lebensgroßen Statue der betenden Madonna beschützt.

## Veranstaltungen
Jedes Jahr am 15. August (ferragosto) zieht eine Prozession mit der Statue des Schutzpatrons auf einem Boot um die Inseln, die von zahlreichen Touristen und Einheimischen schwimmend begleitet wird.

## Einzelnachweise

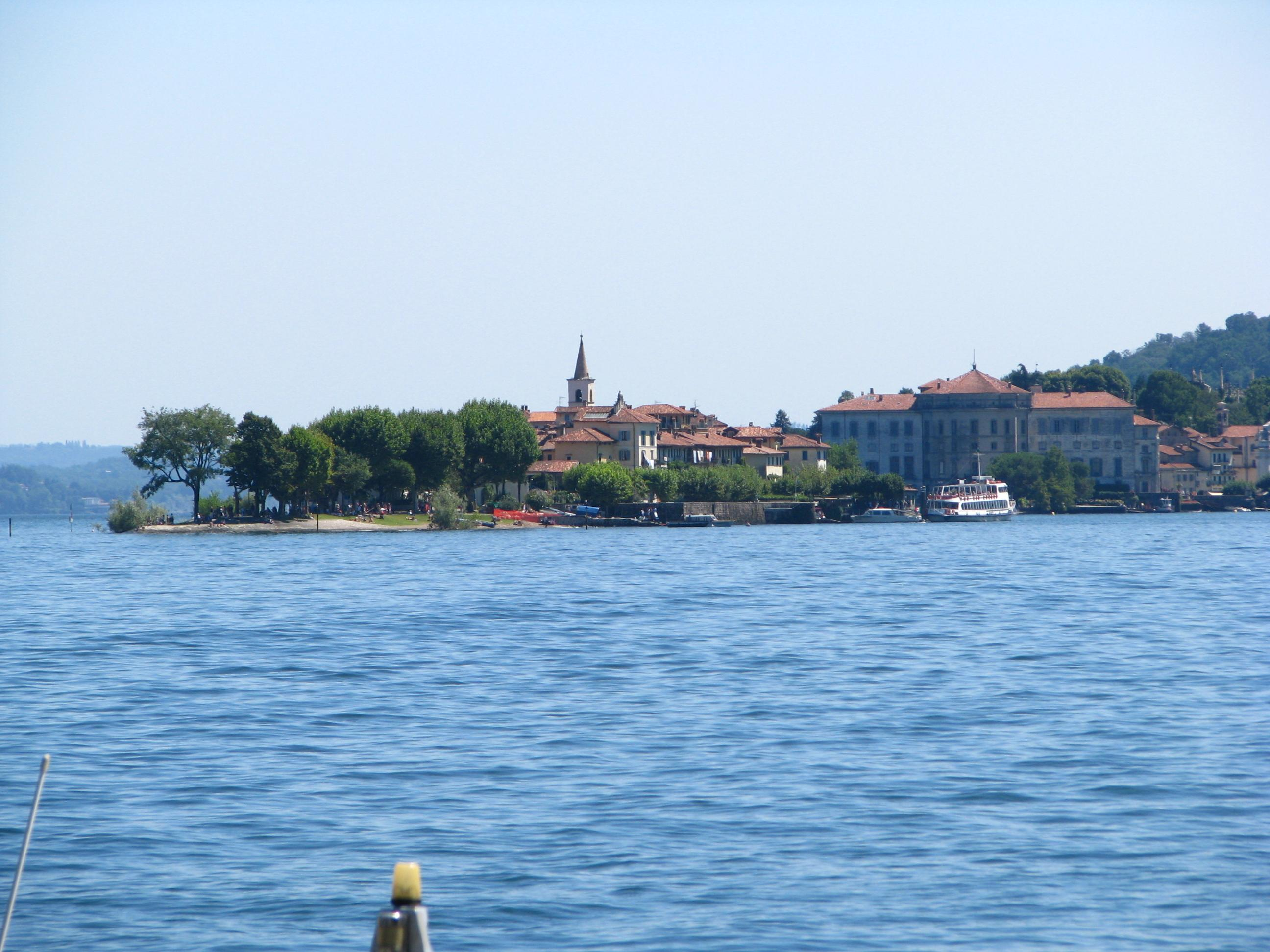
Die Isola dei Pescatori von Nord-Westen, dahinter die Isola Bella.
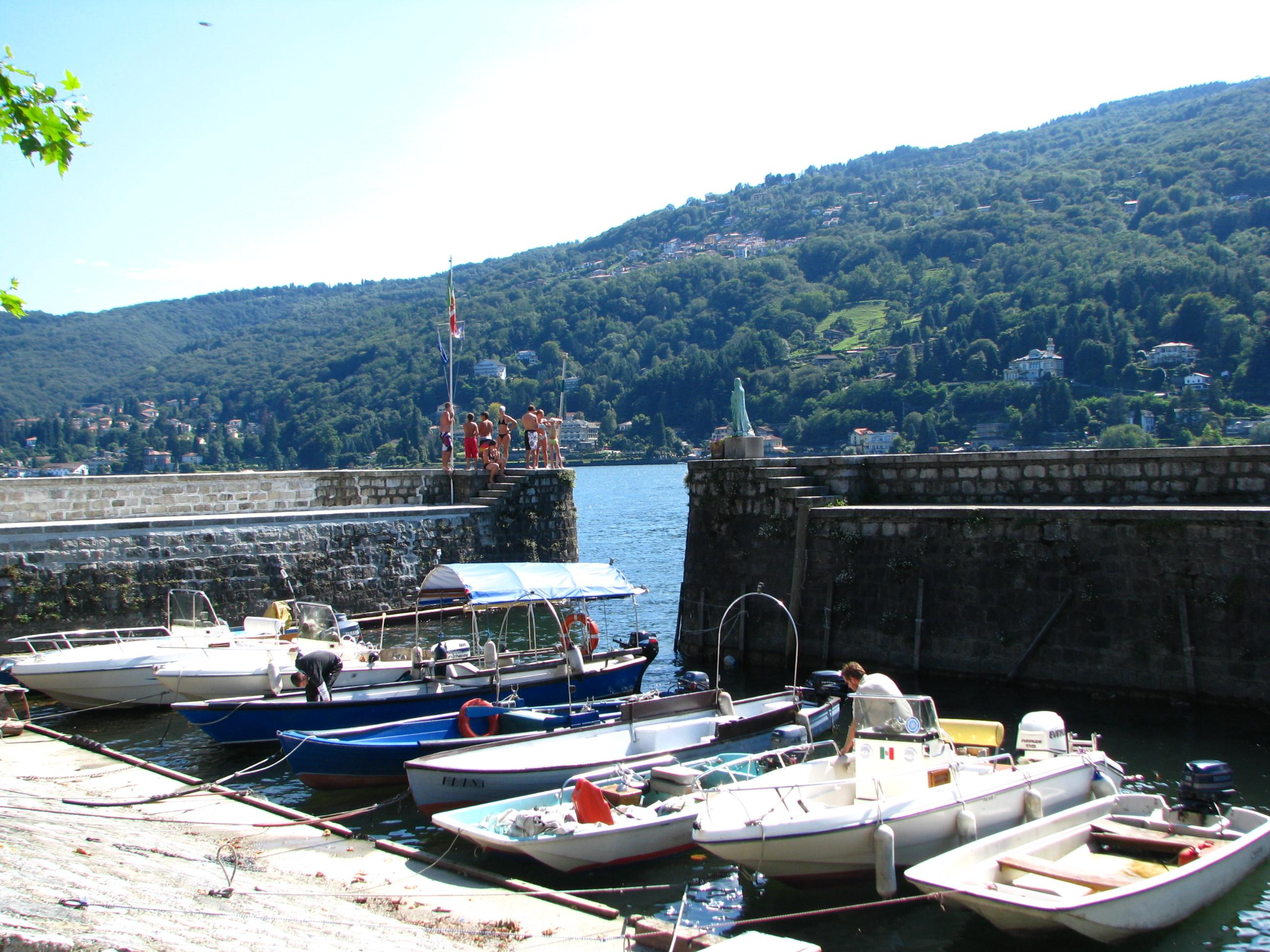
Der Hafen der Isola dei Pescatori mit der betenden Madonna.
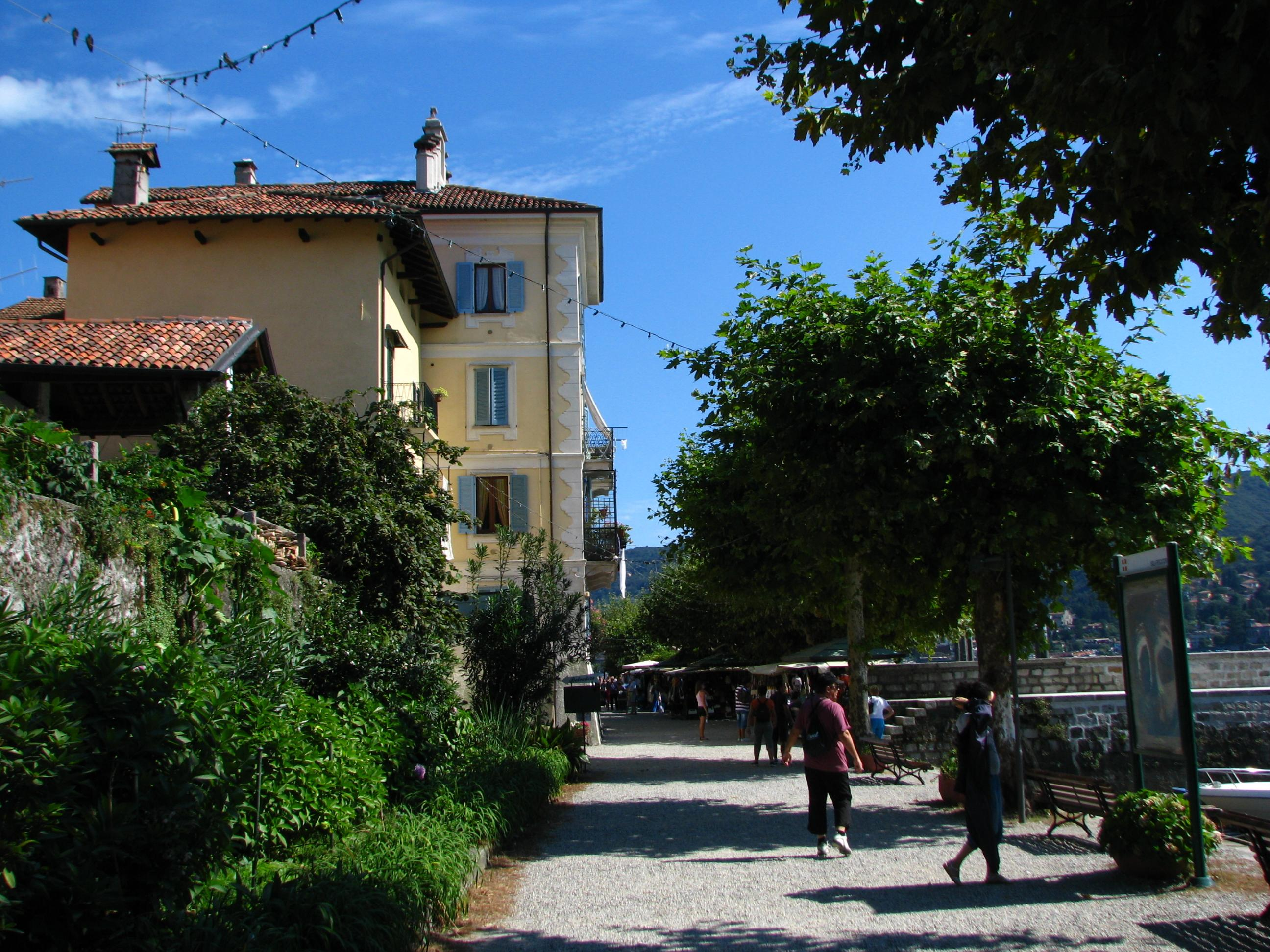
Isola dei Pescatori: Hafenpromenade.
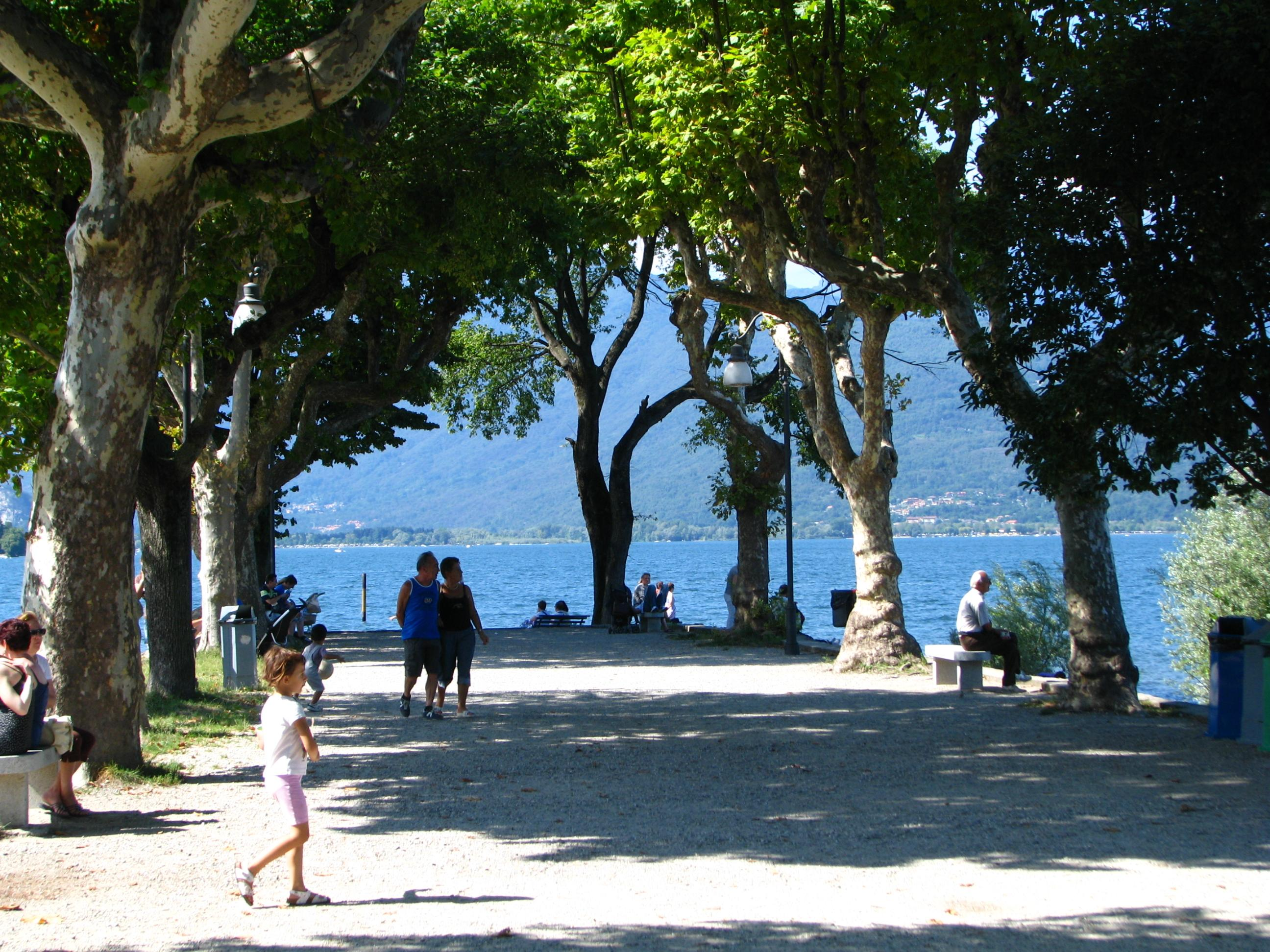
Isola dei Pescatori: Allee.
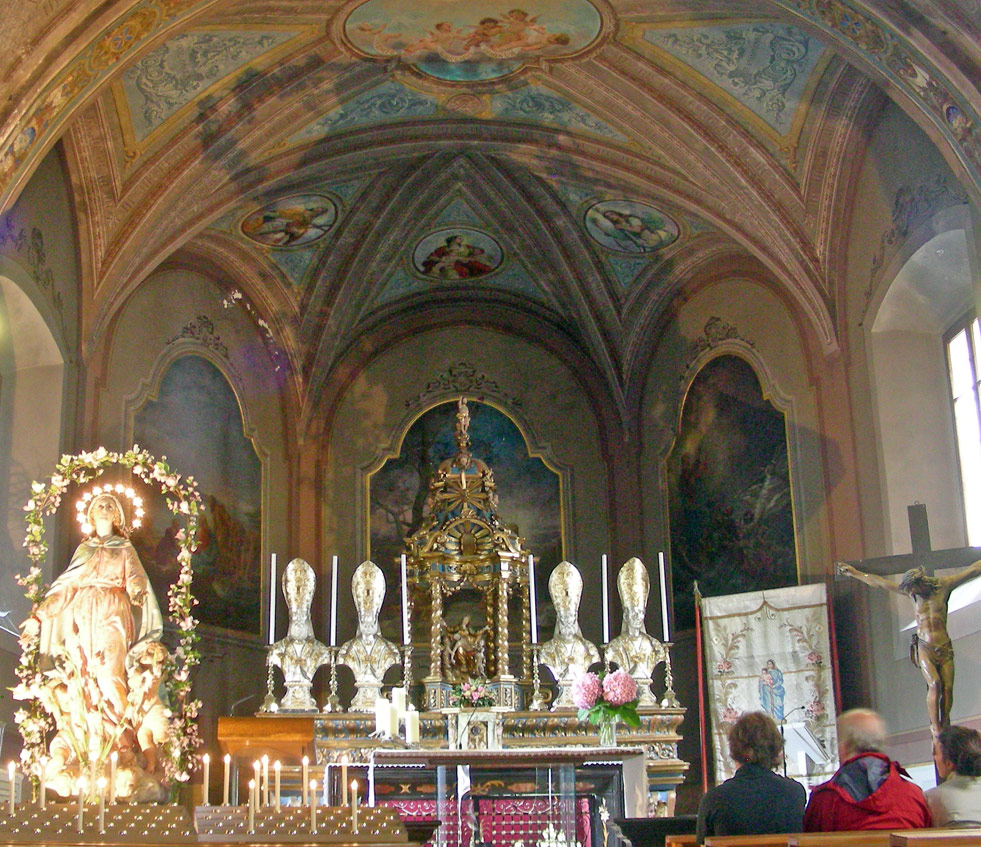
Der Hauptaltar in San Vittore (Isola dei Pescatori).